# Kavadarți
Kavadarți (în macedoneană Кавадарци) este un oraș din Republica Macedonia.